# Remigia uberia
Remigia uberia là một loài bướm đêm trong họ Erebidae.